# Rui Moniz
Rui Gil Moniz (século XV) foi um nobre português, conhecido como tesoureiro da Casa da Moeda de Lisboa.

## Biografia
Supõe-se que tenha participado da batalha de Alfarrobeira, ao lado de D. Afonso V, que lhe deu os bens que haviam pertencido a João Serpa, antigo escudeiro do Infante D. Pedro, e de João Esteves, morador em Alenquer, que havia sido aposentador do antigo regente. Recebeu também umas casas situadas na Rua da Morraz em Lisboa, que haviam sido de seu irmão Vasco Gil Moniz, o qual as trazia emprazadas a três pessoas.
Em 1462 recebia a moradia em casa do rei de mil e quinhentos reais brancos mensais. Nesse mesmo ano, a 11 de Fevereiro, D. Afonso V aforou-lhe umas casas em Lisboa, na Rua da Comendadeira.
A 16 de Maio de 1463 é nomeado tesoureiro da moeda de Lisboa, em substituição de João Afonso, cavaleiro, o qual havia sido provido no cargo de contador-mor da cidade de Évora. D. Afonso V concedeu-lhe uma tença anual de 6135 reais brancos, além dos 13.865 reais brancos anuais que tinha de ordenado pelo dito ofício. Em 1472 foi reintegrado no cargo de tesoureiro da moeda de Lisboa, tendo sido relevado do dito ofício, por carta de 14 de Dezembro desse ano, por algumas faltas que cometera no exercício do mesmo.

## Dados Genealógicos
Filho de Gil Aires, cavaleiro do tempo de D. João I, escrivão da puridade do Condestável D. Nuno Álvares Pereira, e de sua mulher Leonor Rodrigues.
Casou com Filipa de Almada, filha de João Vaz de Almada, donzela da casa da Infanta D. Leonor irmã de Afonso V, o qual confirmou o dito matrimónio a 25 de Fevereiro de 1451, concedendo um dote de duas mil coroas de ouro, satisfeito através de uma tença anual de vinte mil reais brancos. 
Entre os quatro filhos que tiveram conta-se Garcia Moniz, tesoureiro da casa da moeda, tal como o pai; Francisco de Almada ou Moniz, cavaleiro da Ordem de Cristo; Nicolau Moniz, frade do Convento do Carmo, Leonor Moniz mulher de Jorge de Sousa